# Rund um den Henninger-Turm 1971
Il Rund um den Henninger-Turm 1971, decima edizione della corsa, si svolse il 1º maggio su un percorso di 225 km, con partenza e arrivo a Francoforte sul Meno. Fu vinto dal belga Eddy Merckx della squadra Molteni davanti al connazionale e compagno di squadra Jos De Schoenmaecker e al francese Lucien Aimar.

## Ordine d'arrivo (Top 10)
| Pos. | Corridore              | Squadra             | Tempo    |
| ---- | ---------------------- | ------------------- | -------- |
| 1    | Eddy Merckx            | Molteni             | 5h49'05" |
| 2    | Joseph Deschoenmaecker | Molteni             | a 21"    |
| 3    | Lucien Aimar           | Sonolor-Lejeune     | a 56"    |
| 4    | Noël Vanclooster       | Hertekamp-Magniflex | a 1'02"  |
| 5    | Eric Leman             | Flandria-Mars       | a 5'20"  |
| 6    | Jos Huysmans           | Molteni             | s.t.     |
| 7    | Jürgen Tschan          | Peugeot-BP-Michelin | s.t.     |
| 8    | Alain Santy            | Bic                 | s.t.     |
| 9    | Lucien Van Impe        | Sonolor-Lejeune     | s.t.     |
| 10   | André Poppe            | Hertekamp-Magniflex | s.t.     |